# Hydaburg
Hydaburg est une localité d'Alaska aux États-Unis dans la région de recensement de Prince of Wales - Outer Ketchikan dont la population était de 106 habitants en 2011.

## Situation - climat
Elle est située sur la côte sud-ouest de l'île du Prince-de-Galles à 72 km par voie aérienne de Ketchikan et à 58 km par la route de Hollis où se trouve l'embarcadère du ferry de l'Alaska Marine Highway.
Les températures vont de 0 °C à 6 °C en janvier et de 9 °C à 17 °C en juillet.

## Histoire - activités
Jusqu'à la fin du dix-huitième siècle, les Haidas se déplacèrent vers l'île du Prince-de-Galles, un lieu habité par le peuple Tlingit, ils venaient de l'île de la Reine Charlotte au Canada. En 1911 plusieurs communautés se regroupèrent et formèrent l'Hydaburg Indian Reservation en 1912. Toutefois, en 1926, le village fut réorganisé et il devint partie intégrante de la forêt nationale de Tongass.
L'industrie du poisson a commencé en 1927, et dès 1930, trois conserveries étaient ouvertes.
Les habitants vivent de la pêche commerciale et de l'exploitation du bois.
Il s'y trouve une base d'hydravions, ainsi qu'un héliport. Le village comporte aussi un petit port et des docks. Une route le relie à Craig, Klawock et Hollis. Un cargo hebdomadaire en provenance de Seattle apporte les denrées indispensables.

## Démographie
| 1920 | 1930 | 1940 | 1950 | 1960 | 1970 |
| ---- | ---- | ---- | ---- | ---- | ---- |
| 346  | 319  | 348  | 353  | 251  | 214  |

| 1980 | 1990 | 2000 | 2010 | - | - |
| ---- | ---- | ---- | ---- | - | - |
| 298  | 384  | 382  | 376  | - | - |

## Sources et références
- (en) CIS

- (en) Cet article est partiellement ou en totalité issu de l’article de Wikipédia en anglais intitulé « Hydaburg, Alaska » (voir la liste des auteurs).

1. ↑  « Statistiques des États-Unis - Alaska - Profils des communautés de 2010 » (consulté en novembre 2020)